# Igiroasa, Mehedinți
Igiroasa este un sat în comuna Prunișor din județul Mehedinți, Oltenia, România.
Aici a locuit boierul Igiroșanu, casa lui impunatoare rămânând in varful dealului ca simbol al satului.